# 阿萊爾丁·阿波爾卡西姆
阿萊爾丁·阿波爾卡西姆（Alaaeldin Abouelkassem，‎，1990年11月25日—）是一名埃及擊劍運動員，主攻鈍劍項目。他曾獲得2012年夏季奧林匹克運動會擊劍男子個人鈍劍比賽銀牌。

## 外部連結
- FIE （页面存档备份，存于）